# Antirrhinum grosii
Antirrhinum grosii är en grobladsväxtart som beskrevs av Font Quer. Antirrhinum grosii ingår i släktet lejongapssläktet, och familjen grobladsväxter. Inga underarter finns listade i Catalogue of Life.